# Dictadura de Simón Bolívar en la Segunda República de Venezuela
La dictadura de Simón Bolívar en Venezuela fue el gobierno establecido en el contexto de la Guerra de Independencia, entre 1813 y 1814, tras proclamar la restauración de la Primera República en lo que actualmente se denomina la Segunda República de Venezuela.

## Contexto histórico
Aunque toda Venezuela, excepto Maracaibo, Coro y Guayana, estaba controlada por los republicanos, Bolívar sólo gobernaba el occidente de Venezuela. El oriente estaba controlado por Santiago Mariño, un republicano venezolano que había luchado contra Monteverde en el oriente durante todo 1813 y no estaba dispuesto a subordinarse a Bolívar. Venezuela estaba devastada económicamente y no podía sostener los ejércitos de la república, y las personas negras seguían sin derechos políticos, por lo que no apoyaban a la república.
Bolívar le escribió a Cristóbal Mendoza el 1 de febrero de 1814:

No es posible realizar asambleas populares, cuando algunos pueblos son alternativamente ocupados por amigos y enemigos, y cuando la mayor parte de los ciudadanos están en el ejército; pero cuando fueran posibles las reuniones, serían muy peligrosas en una tal situación, a lo menos entorpecerían el principal objeto de repeler los enemigos, lo que incontestablemente sacrificaría la República.

## Gabinete
Bolívar nombró tres secretarios de Estado: Muñoz Tébar en Finanzas y Política; Tomás Montilla como ministro de Guerra; y Rafael Diego Mérida como ministro de Interior. Posteriormente, se crearía un cargo especial para el control de las rentas públicas otorgado al general José Félix Ribas.

## Gobierno

### Plan de Gobierno Provisorio
El 13 de agosto de 1813 Bolívar le encargó el Plan de Gobierno Provisorio para Venezuela al jurista Francisco Javier Ustáriz, con la intención de reorganizar el poder para evitar los problemas que llevaron a la caída de la Primera República. Aunque quedó inconcluso, entre los puntos destacan:
- El supremo Poder Legislativo residirá en el General en Jefe del Ejército Libertador, sin otras restricciones que las que provengan del Congreso General de la Nueva Granada su comitente, hasta la paz.
- El Poder Ejecutivo residirá igualmente en él, bajo las mismas restricciones, con especialidad en todo lo que respecta a la fuerza armada de mar y de tierra.
- En todo lo gubernativo, económico y de policía estará a cargo de sus respectivos magistrados, bajo la dependencia del mismo General en Jefe. (…)
- El gobierno militar de la provincia de Caracas residirá en el General en Jefe cuando se hallare en la capital, y cuando saliere a expediciones recaerá en la persona que él nombrare, o en el oficial americano de mayor graduación que a su salida estuviere empleado en la misma capital.

### Nombramiento oficial de Bolívar
El 2 de enero de 1814, se celebró una Asamblea Popular en el Convento de San Francisco de Caracas ante la cual fue nombrado dictador de la Segunda República de Venezuela, que aún conservaba las debilidades de la Primera República. Bolívar declaró en una Asamblea Popular:

Os suplico no creáis que mi moderación es para alucinaros y para llegar por este medio a la tiranía. Mis protestas, os juro, son las más sinceras. Yo no soy como Sila, que cubrió de luto y de sangre a su Patria; pero quiero imitar al Dictador de Roma, en el desprendimiento con que, abdicando al Supremo Poder, volvió a la vida privada y se sometió en todo al reino de las leyes.

### Caída y exilio de Bolívar
La república fue atacada desde todos los frentes por revueltas de esclavos y fuerzas realistas, especialmente la Legión del Infierno, un ejército de llaneros liderado por el caudillo español José Tomás Boves. A partir de febrero de 1814, Boves surgió de los Llanos y abrumó a la república, ocupando Caracas el 16 de julio y luego destruyendo el poder de Mariño el 5 de diciembre en la Batalla de Urica, donde Boves murió.
Cuando Boves se acercó a Caracas, Bolívar ordenó sacar el oro y la plata de la ciudad, los cuales fueron trasladados vía La Guaira hacia Barcelona, Venezuela, y de allí hasta Cumaná. Bolívar luego condujo a 20,000 de sus ciudadanos hacia el oriente. Llegó a Barcelona el 2 de agosto, pero tras otra derrota en la Batalla de Aragua de Barcelona el 17 de agosto de 1814, se trasladó a Cumaná. El 26 de agosto, zarpó con Mariño hacia la isla de Margarita con el tesoro. El oficial al mando de la isla, Manuel Piar, declaró a Bolívar y a Mariño como traidores y los obligó a regresar al continente. Allí, Ribas también acusó a Bolívar y a Mariño de traición, confiscó el tesoro, y luego los exilió el 8 de septiembre.

## Análisis
En el Manifiesto de Carúpano, Bolívar analizó los motivos que condujeron a la caída de la Segunda República.